# ماواکوکسیب
ماواکوکسیب (انگلیسی: Mavacoxib) (با نام تجاری Trocoxil) یک داروی دامپزشکی است که برای درمان درد و التهاب در سگ‌های مبتلا به بیماری دژنراتیو مفصل به کار می‌رود. همچنین این دارو به عنوان یک مهارکننده انتخابی کوکس۲ عمل می‌کند.